# عزلة القوة (شبوة)

تعديل مصدري - تعديل

عزلة القوة هي إحدى عزل مديرية مرخة العليا في محافظة شبوة اليمنية ويبلغ تعداد سكانها 3180 نسمة حسب التعداد السكاني في اليمن لعام 2004.

## روابط خارجية
- الجهاز المركزي للإحصاء بالجمهورية اليمنية
- المركز الوطني للمعلومات باليمن
- World Gazetteer:Yemen
- الدليل الشامل